# خادم
خادم (به ترکی استانبولی: Hadim) یک منطقهٔ مسکونی در ترکیه است که در استان قونیه واقع شده‌است. خادم ۱٬۴۶۱ متر بالاتر از سطح دریا واقع شده‌است.